# Frente Nacional (España, 2006-2011)
El Frente Nacional (FrN) fue un partido político español de ultraderecha fundado en 2006 y disuelto en 2011.

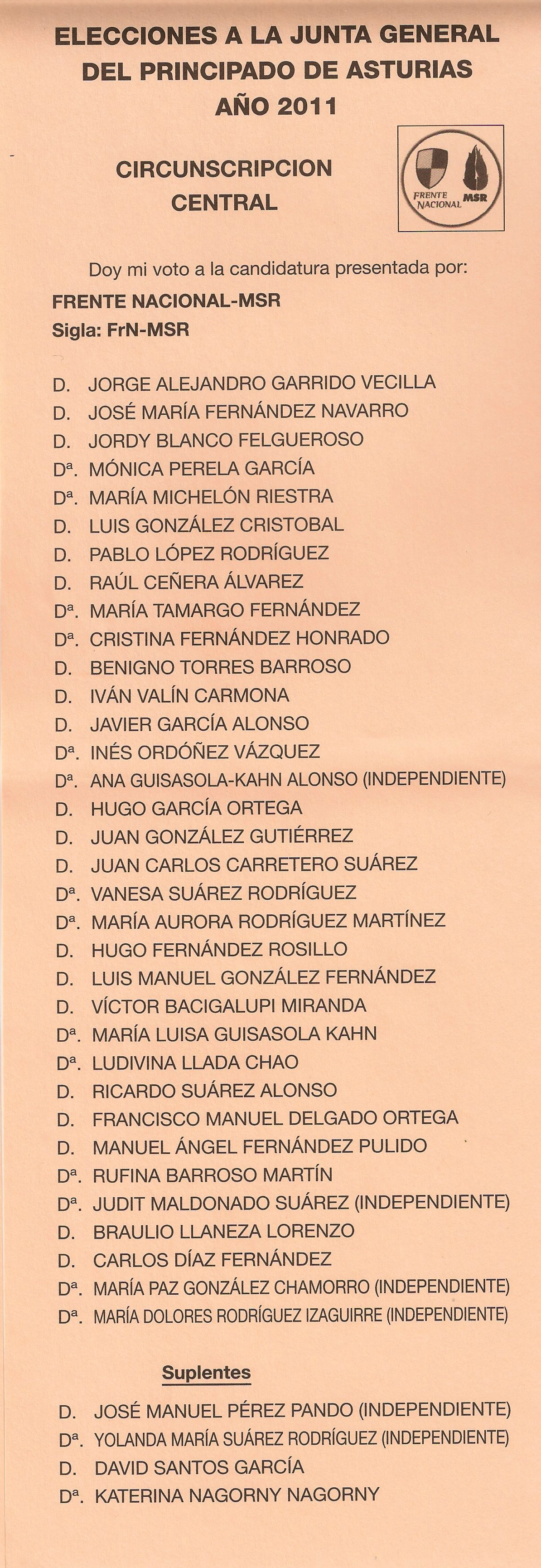
Papeleta electoral del Frente Nacional - MSR. 2011

En junio de 2006 entró en el Registro de Partidos Políticos del Ministerio del Interior este nuevo «Frente Nacional» con las siglas FrN y sin vinculación política ni orgánica con el Frente Nacional anterior, de Blas Piñar. Este partido, que pretendía ser un nuevo proyecto político renovador y de carácter social y transversal (con simbología y mensajes similares a los del partido Democracia Nacional), estuvo liderado por José Fernando Cantalapiedra.
En noviembre de 2007, la Asociación de Víctimas del Terrorismo (AVT) convocó una manifestación en Madrid contra el gobierno socialista dentro de su campaña de rebelión cívica, esta vez con el lema “por un futuro en libertad: juntos derrotemos a ETA”. Y, al menos 10 grupos de los considerados de extrema derecha (entre ellos Frente Nacional) respaldaron el acto de la AVT y acudieron.
El 28 de octubre de 2007, unas 500 personas dieron la bienvenida al Frente Nacional en una manifestación en Madrid que culminó con un acto público de presentación celebrado ante el Monumento a Cristóbal Colón. Posteriormente, el 11 de noviembre del mismo año, el FrN realizó una concentración en Madrid pidiendo el derecho a la «preferencia nacional» para los españoles ante un puesto de trabajo, y reclamando una mayor dureza contra la delincuencia provocada por la inmigración masiva e ilegal. Desde entonces, y con la mirada puesta en las elecciones al Parlamento Europeo de 2009 (a las que había expresado su voluntad de presentarse) el FrN realizó una serie de presentaciones autonómicas iniciándolas en Santander el 12 de abril de 2008 en el Palacio de Exposiciones y Congresos.
Asimismo, el FrN también realizó campañas de índole municipal tal como la que culminó en la manifestación celebrada el 14 de mayo de 2008 en el barrio de Salamanca (Madrid) en protesta por la cesión de edificios municipales a la Casa Árabe, y que tuvo cierto impacto mediático en los medios de comunicación.
En 2011 tras los malos resultados en las Elecciones municipales y autonómicas de mayo de 2011 y 	Elecciones generales españolas de 2011 el Frente Nacional (España, 2006-2011) se disolvió y la mayoría de sus afiliados se integraron en Alternativa Española.

## Resultados electorales
El Frente Nacional se presentó a las elecciones europeas de 2009, con José Fernando Cantalapiedra como cabeza de lista. Obtuvo 7.970 votos (el 0,05% de los votos a candidaturas), siendo la vigésimo segunda candidatura más votada. En la Comunidad de Madrid obtuvo 2.298 votos (0,10%), siendo la decimotercera candidatura.